# Stade Laval
Stade Laval (vollständig: Stade Lavallois Mayenne Football Club) ist ein französischer Fußballverein aus Laval, der Hauptstadt des Départements Mayenne.
Gegründet wurde er 1902 unter dem Namen Stade Lavallois; 1992 nahm der Klub seinen heutigen Namen an. Die Vereinsfarben sind Schwarz und Orange; die Ligamannschaft spielt im Stade Francis-Le Basser, das eine Kapazität von 11.107 Plätze aufweist.
Vereinspräsident ist Laurent Lairy; die erste Mannschaft wurde seit Juli 2019 von Olivier Frapolli trainiert.

## Ligazugehörigkeit
Stade Laval hat erst in den 1970er Jahren den Wechsel vom Amateur- zum Profistatus vollzogen, gehörte aber insbesondere Anfang der 1980er Jahre zu den führenden Teams in Frankreich. Erstklassig (Division 1, seit 2002 in Ligue 1 umbenannt) spielte der Klub von 1976 bis 1989.

## Erfolge
- Französischer Meister: Fehlanzeige, bisher beste Platzierung war Tabellenrang 5 (1981/82 und 1982/83)
- Französischer Pokalsieger: bisher Fehlanzeige (aber Halbfinalist 1993 und 1997)
- Ligapokalgewinner: 1982, 1984

## Spieler
| - Erwin Kostedde (1979–1980), französischer Torschützenkönig 1979/80. - Uwe Krause (1980–1983), 41 Tore in der D1. - François Omam-Biyik (1987–1990) - Pierre-Emerick Aubameyang (1999–2001) | - Claude Le Roy (1977–1980) - Frank Lebœuf (1988–1991) - Francis Coquelin (2005–2008) - Anthony Losilla (2010–2012) - Simon Falette (2012–2013) - Serhou Guirassy (2013–2015) - Nordi Mukiele (2013–2017) - Oumar Solet (2015–2018) |